# Castello di Capraia
Il castello di Capraia è situato nel comune di Sovicille, in provincia di Siena.

## Le origini e la famiglia Ardengheschi
Le prime testimonianze del castello risalgono ad un atto stipulato il 1º dicembre 731, dal castaldo di re Liutprando, Warnefrido, riguardante la fondazione del monastero di S. Eugenio, presso Siena, che tra i beni assegnati alla nuova istituzione includeva Capraia nella corte di Orgia.
Il castello, di rilevanza strategica, sorse sulla fine del secolo XII ad opera dei conti Ardengheschi, per affermare il loro possesso su un'area su cui Siena mirava di estendere il proprio controllo, contravvenendo un editto del Barbarossa del 1158, che proibiva di erigere fortezze nel territorio senese. I senesi, forti di questo privilegio, ne chiesero quindi la demolizione agli Ardengheschi, segno di una preoccupazione del Comune di Siena di limitare il potere crescente della famiglia.

## Secoli XII - XVI
Dopo la definitiva sottomissione degli Ardengheschi, avvenuta nel 1202, alcuni documenti verso la metà del Duecento attestano l'esistenza del castello. Nel 1275 Capraia apparteneva agli Incontri, nobile famiglia di Siena e di Volterra, mentre nel 1278 il proprietario risultava essere Andrea Tolomei.
Nei giorni 20 e 21 agosto 1313, il castello fu investito dalle truppe di Arrigo VII: mentre tutte le località circostanti furono costrette a cedere, Capraia e Sovicille resistettero.
Nel 1315 il castello fu acquistato dalla famiglia senese dei Petroni. Attraverso passaggi non noti, Capraia pervenne in mani della famiglia Giunti, che lo possedeva alla metà del Cinquecento, all'epoca cioè della Guerra di Siena.

## La guerra di Siena e la distruzione
Il 20 settembre 1554, mentre Siena veniva stretta nell'assedio che l'avrebbe portata alla capitolazione, questa fortezza, in un territorio ancora franco, tutelava l'approvvigionamento di viveri alla popolazione assediata. Ironia della sorte, serviva a coloro che a suo tempo ne avevano chiesta la distruzione. Allo scopo di stringere ancor più l'assedio, e in ragione di rappresaglie reciproche, il marchese di Marignano, soprannominato il Medichino, comandante dell'esercito mediceo-spagnolo, distaccò un contingente di 4.000 fanti  e due cannoni grossi, che mosse verso Capraia, cominciandola a battere con le artiglierie. Visto però che il castello, uno dei pochi nel circondario provvisto di terrapieni, perciò in grado di resistere al tiro delle artiglierie, rifiutava di arrendersi, mandò le sue truppe all'assalto servendosi di scale, riuscendo ad impadronirsene. Una volta entrati, gli imperiali non risparmiarono nessuno: tutti gli occupanti vennero trucidati, insieme a Gionta di Guidoccio Giunti e sua moglie, proprietari del castello. Questo fatto cruento, simile al precedente di Ancaiano, convinse tutte le località attaccate successivamente ad arrendersi a patti. Una volta che, tramontata per sempre la Repubblica di Siena e passati i suoi territori sotto la Signoria dei Medici, Capraia terminò la sua funzione difensiva, venne trasformata in una piccola tenuta agricola.

## Secolo XVIII
Come villaggio, assai degradato e malridotto, fu acquistata dalla nobile famiglia Borghesi nel XVIII secolo.
Ancora oggi, all'interno della chiesa di Capraia, è presente la lapide, risalente alla fine del Settecento, della sepoltura di Alessandro Borghesi, sacerdote e patrizio senese.